# Liste von Horrorfilmen der 2020er Jahre
Die Liste von Horrorfilmen der 2020er Jahre gibt einen chronologischen Überblick über Produktionen, die seit 2020 in diesem Genre gedreht wurden. Bei der Nutzung ist zu beachten, dass ein Großteil der aufgeführten Filme sich mit artverwandten Genres aus dem Bereich der Phantastik wie Science-Fiction und Fantasy überschneidet, aber auch Kriminalfilm und Komödie. Die Liste erhebt keinen Anspruch auf Vollständigkeit und unterliegt einem laufenden Erweiterungsprozess. Die Titel entsprechen im Fall verschiedener Benennungen dem Wikipedia-Lemma, die Namen der Regisseure der im jeweiligen Film angegebenen Form.

## 2020
| Titel                               | Regie                           | Produktionsland                 |
| ----------------------------------- | ------------------------------- | ------------------------------- |
| #amLeben                            | Cho Il-hyeong                   | Südkorea                        |
| Die Besessenen                      | Floria Sigismondi               | Vereinigte Staaten              |
| Black Box                           | Emmanuel Osei-Kuffour           | Vereinigte Staaten              |
| Black Water: Abyss                  | Andrew Traucki                  | Vereinigte Staaten / Australien |
| Brahms: The Boy II                  | William Brent Bell              | Vereinigte Staaten              |
| The Call                            | Lee Chung-hyun                  | Südkorea                        |
| The Closet                          | Kim Kwang-bin                   | Südkorea                        |
| Cyst                                | Tyler Russell                   | Vereinigte Staaten              |
| Evil Eye                            | Elan Dassani, Rajeev Dassani    | Vereinigte Staaten              |
| Gretel & Hänsel                     | Oz Perkins                      | Vereinigte Staaten              |
| The Grudge                          | Nicolas Pesce                   | Vereinigte Staaten              |
| Hunter Hunter                       | Shawn Linden                    | Vereinigte Staaten              |
| Nobody Sleeps in the Woods Tonight  | Bartosz M. Kowalski             | Polen                           |
| Nocturne                            | Zu Quirke                       | Vereinigte Staaten              |
| Peninsula                           | Yeon Sang-ho                    | Südkorea                        |
| A Quiet Place 2                     | John Krasinski                  | Vereinigte Staaten              |
| Rapunzels Fluch                     | David Brückner                  | Deutschland                     |
| Red Screening – Blutige Vorstellung | Maximiliano Contenti            | Uruguay                         |
| Tatort: Parasomnia                  | Sebastian Marka                 | Deutschland                     |
| Der Unsichtbare                     | Leigh Whannell                  | Vereinigte Staaten / Australien |
| Vicious – Nacht der Gewalt          | Gabriel Carrer, Reese Eveneshen | Kanada                          |
| Wolf Creek 3                        |                                 | Australien                      |
| Das Zeichen des Teufels             | Diego Cohen                     | Mexiko                          |
| Zombies 2 – Das Musical             | Paul Hoen                       | Vereinigte Staaten              |
| Blumhouse’s Der Hexenclub           | Zoe Lister-Jones                | Vereinigte Staaten              |
| Freaky                              | Christopher Landon              | Vereinigte Staaten              |

## 2021
| Titel                                            | Regie                            | Produktionsland                                           |
| ------------------------------------------------ | -------------------------------- | --------------------------------------------------------- |
| All My Friends Hate Me                           | Andrew Gaynord                   | Vereinigtes Königreich                                    |
| Antlers                                          | Scott Cooper                     | Vereinigte Staaten / Mexiko / Kanada                      |
| Ape vs. Monster                                  | Daniel Lusko                     | Vereinigte Staaten                                        |
| Army of the Dead                                 | Zack Snyder                      | Vereinigte Staaten                                        |
| Der Betatest                                     | Jim Cummings, PJ McCabe          | Vereinigte Staaten / Vereinigtes Königreich               |
| Bingo Hell                                       | Gigi Saul Guerrero               | Vereinigte Staaten                                        |
| Black as Night                                   | Maritte Lee Go                   | Vereinigte Staaten                                        |
| Black Friday – Überlebenschance stark reduziert! | Casey Tebo                       | Vereinigte Staaten                                        |
| The Black Phone                                  | Scott Derrickson                 | Vereinigte Staaten                                        |
| Blood Red Sky                                    | Peter Thorwarth                  | Deutschland                                               |
| Broadcast Signal Intrusion                       | Jacob Gentry                     | Vereinigte Staaten                                        |
| Candyman                                         | Nia DaCosta                      | Vereinigte Staaten                                        |
| Censor                                           | Prano Bailey-Bond                | Vereinigtes Königreich                                    |
| A Classic Horror Story                           | Roberto De Feo, Paolo Strippoli  | Italien                                                   |
| Coming Home in the Dark                          | James Ashcroft                   | Neuseeland                                                |
| Conjuring 3: Im Bann des Teufels                 | Michael Chaves                   | Vereinigte Staaten                                        |
| The Cursed – Der Fluch der Bestie                | Sean Ellis                       | Vereinigtes Königreich                                    |
| Dawn Breaks Behind the Eyes                      | Kevin Kopacka                    | Deutschland                                               |
| Don’t Breathe 2                                  | Rodo Sayagues                    | Vereinigte Staaten                                        |
| Escape Room 2: No Way Out                        | Adam Robitel                     | Vereinigte Staaten                                        |
| Escape the Undertaker                            | Ben Simms                        | Vereinigte Staaten                                        |
| False Positive                                   | John Lee                         | Vereinigte Staaten                                        |
| Fear Street – Teil 1: 1994                       | Leigh Janiak                     | Vereinigte Staaten                                        |
| Fear Street – Teil 2: 1978                       | Leigh Janiak                     | Vereinigte Staaten                                        |
| Fear Street – Teil 3: 1666                       | Leigh Janiak                     | Vereinigte Staaten                                        |
| The Feast                                        | Lee Haven Jones                  | Vereinigtes Königreich                                    |
| The Forever Purge                                | Everardo Gout                    | Vereinigte Staaten                                        |
| Gaia – Grüne Hölle                               | Jaco Bouwer                      | Südafrika                                                 |
| Great White                                      | Martin Wilson                    | Australien                                                |
| The Green Knight                                 | David Lowery                     | Vereinigte Staaten / Irland                               |
| Halloween Kills                                  | David Gordon Green               | Vereinigte Staaten                                        |
| The Innocents                                    | Eskil Vogt                       | Norwegen / Schweden / Dänemark / Vereinigtes Königreich   |
| In the Earth                                     | Ben Wheatley                     | Vereinigtes Königreich                                    |
| Jakob’s Wife – Meine Frau, der Vampir            | Travis Stevens                   | Vereinigte Staaten                                        |
| Jungle Run – Das Geheimnis des Dschungelgottes   | Noah Luke                        | Vereinigte Staaten                                        |
| Lamb                                             | Valdimar Jóhannsson              | Island / Schweden / Polen                                 |
| Last Night in Soho                               | Edgar Wright                     | Vereinigte Staaten / Vereinigtes Königreich               |
| The Last Thing Mary Saw                          | Edoardo Vitaletti                | Vereinigte Staaten                                        |
| Luzifer                                          | Peter Brunner                    | Österreich                                                |
| Madres – Der Fluch                               | Ryan Zaragoza                    | Vereinigte Staaten                                        |
| Malignant                                        | James Wan                        | Vereinigte Staaten                                        |
| The Manor                                        | Axelle Carolyn                   | Vereinigte Staaten                                        |
| Masking Threshold                                | Johannes Grenzfurthner           | Österreich                                                |
| Niemand kommt hier lebend raus                   | Santiago Menghini                | Vereinigtes Königreich                                    |
| Nobody Sleeps in the Woods Tonight 2             | Bartosz M. Kowalski              | Polen                                                     |
| Offseason – Insel des Grauens                    | Mickey Keating                   | Vereinigte Staaten                                        |
| Paranormal Activity: Next of Kin                 | William Eubank                   | Vereinigte Staaten                                        |
| The Power                                        | Corinna Faith                    | Vereinigtes Königreich                                    |
| Prisoners of the Ghostland                       | Sion Sono                        | Vereinigte Staaten                                        |
| Red Dot                                          | Alain Darborg                    | Schweden                                                  |
| Resident Evil: Welcome to Raccoon City           | Johannes Roberts                 | Vereinigte Staaten / Deutschland / Vereinigtes Königreich |
| The Righteous                                    | Mark O’Brien                     | Kanada                                                    |
| Risen                                            | Eddie Arya                       | Australien / Vereinigte Staaten                           |
| The Sadness                                      | Rob Jabbaz                       | Taiwan                                                    |
| Saloum                                           | Jean Luc Herbulot                | Senegal / Demokratische Republik Kongo                    |
| Saw: Spiral                                      | Darren Lynn Bousman              | Vereinigte Staaten                                        |
| Seance                                           | Simon Barrett                    | Vereinigte Staaten                                        |
| Separation                                       | William Brent Bell               | Vereinigte Staaten                                        |
| Shepherd                                         | Russell Owen                     | Vereinigtes Königreich                                    |
| Son                                              | Ivan Kavanagh                    | Irland / Vereinigte Staaten / Vereinigtes Königreich      |
| The Spine of Night                               | Philip Gelatt, Morgan Galen King | Vereinigte Staaten                                        |
| Titane                                           | Julia Ducournau                  | Frankreich / Belgien                                      |
| Werewolves Within                                | Josh Ruben                       | Vereinigte Staaten                                        |
| What Josiah Saw                                  | Vincent Grashaw                  | Vereinigte Staaten                                        |
| Willy’s Wonderland                               | Kevin Lewis                      | Vereinigte Staaten                                        |
| Wrong Turn – The Foundation                      | Mike P. Nelson                   | Vereinigte Staaten / Deutschland / Kanada                 |
| You Are Not My Mother                            | Kate Dolan                       | Irland                                                    |

## 2022
| Titel                                  | Regie                                | Produktionsland                             |
| -------------------------------------- | ------------------------------------ | ------------------------------------------- |
| Bodies Bodies Bodies                   | Halina Reijn                         | Vereinigte Staaten                          |
| Choose or Die                          | Toby Meakins                         | Vereinigtes Königreich                      |
| Crimes of the Future                   | David Cronenberg                     | Kanada / Griechenland                       |
| Der denkwürdige Fall des Mr Poe        | Scott Cooper                         | Vereinigte Staaten                          |
| The Devil’s Light                      | Daniel Stamm                         | Vereinigte Staaten                          |
| Don’t Worry Darling                    | Olivia Wilde                         | Vereinigte Staaten                          |
| Einöde der Peiniger                    | Juval Marlon                         | Schweiz / Deutschland                       |
| Enys Men                               | Mark Jenkin                          | Vereinigtes Königreich                      |
| The Eternal Daughter                   | Joanna Hogg                          | Vereinigtes Königreich / Vereinigte Staaten |
| Family Dinner                          | Peter Hengl                          | Österreich                                  |
| Final Cut of the Dead                  | Michel Hazanavicius                  | Frankreich                                  |
| Gæsterne                               | Christian Tafdrup                    | Dänemark                                    |
| Goodnight Mommy                        | Matt Sobel                           | Vereinigte Staaten                          |
| Grimcutty                              | John Ross                            | Vereinigte Staaten                          |
| Halloween Ends                         | David Gordon Green                   | Vereinigte Staaten                          |
| Hatching                               | Hanna Bergholm                       | Finnland                                    |
| Hellblazers                            | Justin Lee                           | Vereinigte Staaten                          |
| Hellhole                               | Bartosz M. Kowalski                  | Polen                                       |
| Hellraiser – Das Schloss zur Hölle     | David Bruckner                       | Vereinigte Staaten                          |
| Killing Tree                           | Rhys Frake-Waterfield                | Vereinigtes Königreich                      |
| Mad Heidi                              | Johannes Hartmann                    | Schweiz                                     |
| M3GAN                                  | Gerard Johnstone                     | Vereinigte Staaten                          |
| Men – Was dich sucht, wird dich finden | Alex Garland                         | Vereinigtes Königreich                      |
| Mr. Harrigan’s Phone                   | John Lee Hancock                     | Vereinigte Staaten                          |
| Nanny                                  | Nikyatu Jusu                         | Vereinigte Staaten                          |
| Next Exit                              | Mali Elfman                          | Vereinigte Staaten                          |
| Nightsiren                             | Tereza Nvotová                       | Slowakei / Tschechien                       |
| Nope                                   | Jordan Peele                         | Vereinigte Staaten                          |
| Occhiali neri                          | Dario Argento                        | Italien / Frankreich                        |
| Pearl                                  | Ti West                              | Vereinigte Staaten                          |
| Razzennest                             | Johannes Grenzfurthner               | Österreich                                  |
| The Reef: Stalked                      | Andrew Traucki                       | Australien                                  |
| The Requin – Der Hai                   | Le-Van Kiet                          | Vereinigte Staaten                          |
| Scream                                 | Matt Bettinelli-Olpin, Tyler Gillett | Vereinigte Staaten                          |
| Skinamarink                            | Kyle Edward Ball                     | Kanada                                      |
| Smile – Siehst du es auch?             | Parker Finn                          | Vereinigte Staaten                          |
| Something in the Dirt                  | Justin Benson, Aaron Moorhead        | Vereinigte Staaten                          |
| Studio 666                             | BJ McDonnell                         | Vereinigte Staaten                          |
| Talk to Me                             | Danny Philippou, Michael Philippou   | Australien                                  |
| Terrifier 2                            | Damien Leone                         | Vereinigte Staaten                          |
| Texas Chainsaw Massacre                | David Blue Garcia                    | Vereinigte Staaten                          |
| They/Them                              | John Logan                           | Vereinigte Staaten                          |
| Unbound Evil                           | Vjekoslav Katusin                    | Kroatien                                    |
| Wendell & Wild                         | Henry Selick                         | Vereinigte Staaten                          |
| X                                      | Ti West                              | Vereinigte Staaten                          |
| You Won’t Be Alone                     | Goran Stolevski                      | Australien                                  |

## 2023
| Titel                                 | Regie                                | Produktionsland                          |
| ------------------------------------- | ------------------------------------ | ---------------------------------------- |
| 65                                    | Scott Beck, Bryan Woods              | Vereinigte Staaten                       |
| The Angry Black Girl and Her Monster  | Bomanji J. Story                     | Vereinigte Staaten                       |
| Ape vs. Mecha Ape                     | Marc Gottlieb                        | Vereinigte Staaten                       |
| Beau Is Afraid                        | Ari Aster                            | Kanada / Vereinigte Staaten              |
| Bird Box: Barcelona                   | Álex Pastor, David Pastor            | Spanien                                  |
| Birth/rebirth                         | Laura Moss                           | Vereinigte Staaten                       |
| The Boogeyman                         | Rob Savage                           | Vereinigte Staaten                       |
| Brooklyn 45                           | Ted Geoghegan                        | Vereinigte Staaten                       |
| Cocaine Bear                          | Elizabeth Banks                      | Vereinigte Staaten                       |
| Die dunkle Saat                       | David Slade                          | Vereinigte Staaten                       |
| El Conde                              | Pablo Larraín                        | Chile                                    |
| Der Exorzist – Bekenntnis             | David Gordon Green                   | Vereinigte Staaten                       |
| Evil Dead Rise                        | Lee Cronin                           | Vereinigte Staaten                       |
| Falling Stars                         | Richard Karpala, Gabriel Bienczycki  | Vereinigte Staaten                       |
| Five Nights at Freddy’s               | Emma Tammi                           | Vereinigte Staaten                       |
| Founders Day                          | Erik Bloomquist                      | Vereinigte Staaten                       |
| Friedhof der Kuscheltiere: Bloodlines | Lindsey Anderson Beer                | Vereinigte Staaten                       |
| Geistervilla                          | Justin Simien                        | Vereinigte Staaten                       |
| Ghostbusters Hell’s Kitchen           | Gil Kenan                            | Vereinigte Staaten                       |
| A Haunting in Venice                  | Kenneth Branagh                      | Vereinigte Staaten                       |
| Heimsuchung                           | Achmed Abdel-Salam                   | Österreich                               |
| Infinity Pool                         | Brandon Cronenberg                   | Kanada                                   |
| Insidious: The Red Door               | Patrick Wilson                       | Vereinigte Staaten                       |
| It’s a Wonderful Knife                | Tyler MacIntyre                      | Vereinigte Staaten                       |
| Knock at the Cabin                    | M. Night Shyamalan                   | Vereinigte Staaten                       |
| Knock Knock Knock                     | Samuel Bodin                         | Vereinigte Staaten                       |
| Konferensen                           | Patrik Eklund                        | Schweden                                 |
| Late Night with the Devil             | Cameron Cairnes, Colin Cairnes       | Australien                               |
| Die letzte Fahrt der Demeter          | André Øvredal                        | Vereinigte Staaten / Deutschland         |
| Little Bone Lodge                     | Matthias Hoene                       | Vereinigtes Königreich                   |
| Lovely, Dark, and Deep                | Teresa Sutherland                    | Portugal                                 |
| Meg 2: Die Tiefe                      | Ben Wheatley                         | Vereinigte Staaten / Volksrepublik China |
| The Nun II                            | Michael Chaves                       | Vereinigte Staaten                       |
| Only the Good Survive                 | Dutch Southern                       | Vereinigte Staaten                       |
| The Passenger                         | Carter Smith                         | Vereinigte Staaten                       |
| Perpetrator – Ein Teil von ihr        | Jennifer Reeder                      | Vereinigte Staaten / Frankreich          |
| Poor Things                           | Giorgos Lanthimos                    | Vereinigtes Königreich                   |
| The Pope’s Exorcist                   | Julius Avery                         | Vereinigte Staaten                       |
| Raging Grace                          | Paris Zarcilla                       | Vereinigtes Königreich                   |
| Renfield                              | Chris McKay                          | Vereinigte Staaten                       |
| Run Rabbit Run                        | Daina Reid                           | Australien                               |
| Saw X                                 | Kevin Greutert                       | Vereinigte Staaten                       |
| Scream VI                             | Matt Battinelli-Olpin, Tyler Gillett | Vereinigte Staaten                       |
| Teen Wolf: The Movie                  | Russell Mulcahy                      | Vereinigte Staaten                       |
| Thanksgiving                          | Eli Roth                             | Vereinigte Staaten                       |
| Die Todesschwester                    | Paco Plaza                           | Spanien                                  |
| Das unsichtbare Wesen                 | Marion Desseigne Ravel               | Frankreich                               |
| Winnie the Pooh: Blood and Honey      | Rhys Frake-Waterfield                | Vereinigtes Königreich                   |

## 2024
| Titel                                          | Regie                                   | Produktionsland                                          |
| ---------------------------------------------- | --------------------------------------- | -------------------------------------------------------- |
| Abigail                                        | Matt Bettinelli-Olpin, Tyler Gillett    | Vereinigte Staaten                                       |
| Afraid                                         | Chris Weitz                             | Vereinigte Staaten / Vereinigtes Königreich              |
| Alien: Romulus                                 | Fede Álvarez                            | Vereinigte Staaten                                       |
| Apartment 7A                                   | Natalie Erika James                     | Vereinigte Staaten                                       |
| Arcadian – Sie kommen in der Nacht             | Benjamin Brewer                         | Irland / Vereinigte Staaten / Kanada                     |
| Bagman                                         | Colm McCarthy                           | Vereinigte Staaten                                       |
| Chime                                          | Kiyoshi Kurosawa                        | Japan                                                    |
| Cuckoo                                         | Tilman Singer                           | Deutschland / Vereinigte Staaten                         |
| Dead Mail                                      | Joe DeBoer, Kyle McConaghy              | Vereinigte Staaten                                       |
| The Deliverance                                | Lee Daniels                             | Vereinigte Staaten                                       |
| Das erste Omen                                 | Arkasha Stevenson                       | Vereinigte Staaten / Italien                             |
| Les femmes au balcon                           | Noémie Merlant                          | Frankreich                                               |
| Håndtering av udøde                            | Thea Hvistendahl                        | Schweden / Norwegen / Griechenland                       |
| I Don’t Understand You                         | David Joseph Craig, Brian Crano         | Vereinigte Staaten                                       |
| I Saw the TV Glow                              | Jane Schoenbrun                         | Vereinigte Staaten                                       |
| Im Wasser der Seine Sous la Seine              | Xavier Gens                             | Frankreich                                               |
| Imaginary                                      | Jeff Wadlow                             | Vereinigte Staaten                                       |
| Immaculate                                     | Michael Mohan                           | Vereinigte Staaten / Italien                             |
| In a Violent Nature                            | Chris Nash                              | Kanada                                                   |
| Lisa Frankenstein                              | Zelda Williams                          | Vereinigte Staaten                                       |
| Longlegs                                       | Oz Perkins                              | Vereinigte Staaten                                       |
| MaXXXine                                       | Ti West                                 | Vereinigte Staaten                                       |
| The Moogai                                     | Jon Bell                                | Australien                                               |
| Night Swim                                     | Bryce McGuire                           | Vereinigte Staaten                                       |
| Nosferatu – Der Untote                         | Robert Eggers                           | Vereinigte Staaten                                       |
| Oddity                                         | Damian Mc Carthy                        | Irland                                                   |
| Presence                                       | Steven Soderbergh                       | Vereinigte Staaten                                       |
| A Quiet Place: Tag Eins A Quiet Place: Day One | Michael Sarnoski                        | Vereinigte Staaten                                       |
| Rumours                                        | Evan Johnson, Galen Johnson, Guy Maddin | Kanada / Deutschland                                     |
| Salem’s Lot – Brennen muss Salem               | Gary Dauberman                          | Vereinigte Staaten                                       |
| Der Schacht 2                                  | Galder Gaztelu-Urrutia                  | Spanien                                                  |
| The Shrouds                                    | David Cronenberg                        | Frankreich / Kanada                                      |
| Speak No Evil                                  | James Watkins                           | Vereinigte Staaten                                       |
| The Substance                                  | Coralie Fargeat                         | Vereinigtes Königreich / Vereinigte Staaten / Frankreich |
| Tarot – Tödliche Prophezeiung                  | Spenser Cohen, Anna Halberg             | Vereinigte Staaten                                       |
| Terrifier 3                                    | Damien Leone                            | Vereinigte Staaten                                       |
| They See You                                   | Ishana Shyamalan                        | Vereinigte Staaten                                       |
| Things Will Be Different                       | Michael Felker                          | Vereinigte Staaten                                       |
| Winnie the Pooh: Blood and Honey 2             | Rhys Frake-Waterfield                   | Vereinigtes Königreich                                   |
| Your Monster                                   | Caroline Lindy                          | Vereinigte Staaten                                       |
| Solvent                                        | Johannes Grenzfurthner                  | Österreich                                               |

## 2025
| Titel                                      | Regie                              | Produktionsland                             |
| ------------------------------------------ | ---------------------------------- | ------------------------------------------- |
| 28 Years Later                             | Danny Boyle                        | Vereinigtes Königreich / Vereinigte Staaten |
| Alfred Morettis Opus                       | Mark Anthony Green                 | Vereinigte Staaten                          |
| Ash                                        | Flying Lotus                       | Vereinigte Staaten                          |
| Bambi: Die Abrechnung                      | Dan Allen                          | Vereinigtes Königreich                      |
| Blood & Sinners                            | Ryan Coogler                       | Vereinigte Staaten                          |
| Bring Her Back                             | Danny Philippou, Michael Philippou | Australien                                  |
| Clown in a Cornfield                       | Eli Craig                          | Vereinigte Staaten                          |
| Companion – Die perfekte Begleitung        | Drew Hancock                       | Vereinigte Staaten                          |
| Death of a Unicorn                         | Alex Scharfman                     | Vereinigte Staaten                          |
| Final Destination 6: Bloodlines            | Zach Lipovsky, Adam B. Stein       | Vereinigte Staaten                          |
| The Gorge                                  | Scott Derrickson                   | Vereinigte Staaten                          |
| Heart Eyes – Der Pärchen-Killer            | Josh Ruben                         | Vereinigte Staaten                          |
| Ich weiß, was du letzten Sommer getan hast | Jennifer Kaytin Robinson           | Vereinigte Staaten                          |
| M3GAN 2.0                                  | Gerard Johnstone                   | Vereinigte Staaten                          |
| The Monkey                                 | Oz Perkins                         | Vereinigte Staaten                          |
| Peter Pan’s Neverland Nightmare            | Scott Jeffrey                      | Vereinigtes Königreich                      |
| Screamboat                                 | Steven LaMorte                     | Vereinigte Staaten                          |
| Together – Unzertrennlich                  | Michael Shanks                     | Australien / Vereinigte Staaten             |
| The Ugly Stepsister                        | Emilie Blichfeldt                  | Norwegen / Polen / Schweden / Dänemark      |
| Until Dawn                                 | David F. Sandberg                  | Vereinigte Staaten                          |
| Weapons – Die Stunde des Verschwindens     | Zach Cregger                       | Vereinigte Staaten                          |
| Wolf Man                                   | Leigh Whannell                     | Vereinigte Staaten                          |
| The Woman in the Yard                      | Jaume Collet-Serra                 | Vereinigte Staaten                          |